# Paula Silva
Paula Silva Quinteros (Santiago, Chile, 24 de agosto de 1988) es una esgrimista chilena, Campeona Sudamericana en categoría florete.

## Trayectoria deportiva
Tras practicar Taekwondo, Paula Silva comenzó a entrenarse en el esgrima a los 12 años bajo la tutela de su abuelo, José Ignacio Quinteros, de 92 años, en el Club Providencia de Santiago de Chile.
El año 2004 pasó a formar parte de la Selección Chilena de Esgrima, perteneciente a la Federación Chilena de Esgrima.
El año 2010 obtuvo Medalla de Bronce en el torneo Coupe de la Fleur d’L’sere, en Francia.
El año 2013 se quedó con el segundo lugar y la Medalla de Plata en los Juegos Bolivarianos de 2013 realizados en Trujillo, Perú, y el mismo año obtuvo Medalla de Bronce en los Juegos Suramericanos de Esgrima 2013 en la ciudad de Rosario, Argentina.
Sin embargo, su máximo logro deportivo lo alcanzó en los Juegos Suramericanos de Santiago 2014, donde obtuvo medalla de oro en su categoría, derrotando a la argentina Flavia Mormandi por 10-9, en una dramática definición en el florete individual que se vivió en el Centro de Alto Rendimiento de Santiago.
En diciembre del año 2014, Paula fue galardonada con el Premio Cóndor de Bronce a Mejor Deportista de Chile de Esgrima, reconocimiento que otorga todos los años el Círculo de Periodistas Deportivos de Chile.
En mayo de 2015, fue seleccionada por el Comité Olímpico de Chile como una de las diez candidatas para representar a Chile y encabezar la delegación como abanderada en los Juegos Panamericanos Toronto 2015, votación sometida a elección popular.
Paula es considerada la sucesora natural de Cáterin Bravo, la actual referente femenina de la esgrima en Chile.
Actualmente se prepara para los Juegos Panamericanos de Toronto 2015.

## Vida personal
Paula compatibiliza su trabajo de esgrimista con sus estudios de Obstetricia y Puericultura en la Universidad de Chile.
Su hermano, Rubén Silva, con quien Paula ha desarrollado su carrera deportiva de forma paralela, también es esgrimista y seleccionado nacional de su país.

## Distinciones individuales y reconocimientos
| Distinción                                                         | Año  |
| ------------------------------------------------------------------ | ---- |
| Mejor Deportista de Chile de Esgrima por el CPD                    | 2014 |
| Candidata seleccionada por el COCh para abanderada en Toronto 2015 | 2015 |